# 3276 Порта Коелі
3276 Порта Коелі (3276 Porta Coeli) — астероїд головного поясу, відкритий 15 вересня 1982 року.
Тіссеранів параметр щодо Юпітера — 3,192.
Названо на честь чеського жіночого монастиря 13 століття «Порта Коелі» (лат. Porta coeli).